# Provincia del Zavhan
La provincia del Zavhan (in mongolo: Завхан аймаг) è una suddivisione della Mongolia nord-occidentale, prende il nome dal fiume Zavhan. Confina a nord con Russia, ad est con la provincia del Hôvsgôl e con quella dell'Arhangaj, a sud con la provincia del Gov’-Altaj e ad ovest con quelle di Hovd e dell'Uvs.
Il territorio è caratterizzato dai rilievi dei monti Hangaj che arrivano a 3.900 metri e dal deserto con fiumi poco lunghi e senza foce. Il lago più grande della provincia è il Tėlmėn nuur, seguono in ordine di grandezza l'Har Nuur, il Bajan nuur e l'Ojgon nuur. La temperatura è molto rigida d'inverno con minime di -57 °C.
Il capoluogo è Uliastaj (anche chiamata Uljasutaj oppure Jibhalanta), che si trova sul versante meridionale dei monti Hangaj sul torrente Bogdin a 1.750 m di altitudine. Nella città si sono sviluppate ultimamente piccole industrie alimentari, tessili e meccaniche.
La popolazione è nomade e principalmente dedita alla pastorizia.

## Geografia antropica

### Suddivisioni amministrative
| Sum                         | Mongolo        | Popolazione (2005) |
| Distretto di Aldarhaan      | Алдархаан      | 3.708              |
| Distretto di Asgat          | Асгат          | 1.125              |
| Distretto di Bajanhajrhan   | Баянхайрхан    | 1.968              |
| Distretto di Bajantės       | Баянтэс        | 3.024              |
| Distretto di Cagaanhajrhan  | Цагаанхайрхан  | 1.823              |
| Distretto di Cagaančuluut   | Цагаанчулуут   | 1.496              |
| Distretto di Cėcėn-Uul      | Цэцэн-Уул      | 2.114              |
| Distretto di Dôrvôlžin      | Дөрвөлжин      | 2.323              |
| Distretto di Ėrdėnė-hajrhan | Эрдэнэ-хайрхан | 1.771              |
| Distretto di Idėr           | Идэр           | 2.714              |
| Distretto di Ih-Uul         | Их-Уул         | 6.271              |
| Distretto di Jaruu          | Яруу           | 2.547              |
| Distretto di Nômrôg         | Нөмрөг         | 1.848              |
| Distretto di Otgon          | Отгон          | 3.478              |
| Distretto di Santmargac     | Сантмаргац     | 2.101              |
| Distretto di Šilùùstėj      | Шилүүстэй      | 2.450              |
| Distretto di Songino        | Сонгино        | 1.921              |
| Distretto di Tėlmėn         | Тэлмэн         | 2.820              |
| Distretto di Tės            | Тэс            | 3.230              |
| Distretto di Tosoncėngėl    | Тосонцэнгэл    | 9.045              |
| Distretto di Tùdėvtėj       | Түдэвтэй       | 2.003              |
| Distretto di Uliastaj *     | Улиастай       | 15.742             |
| Distretto di Urgamal        | Ургамал        | 1.822              |
| Distretto di Zavhanmandal   | Завханмандал   | 1.324              |

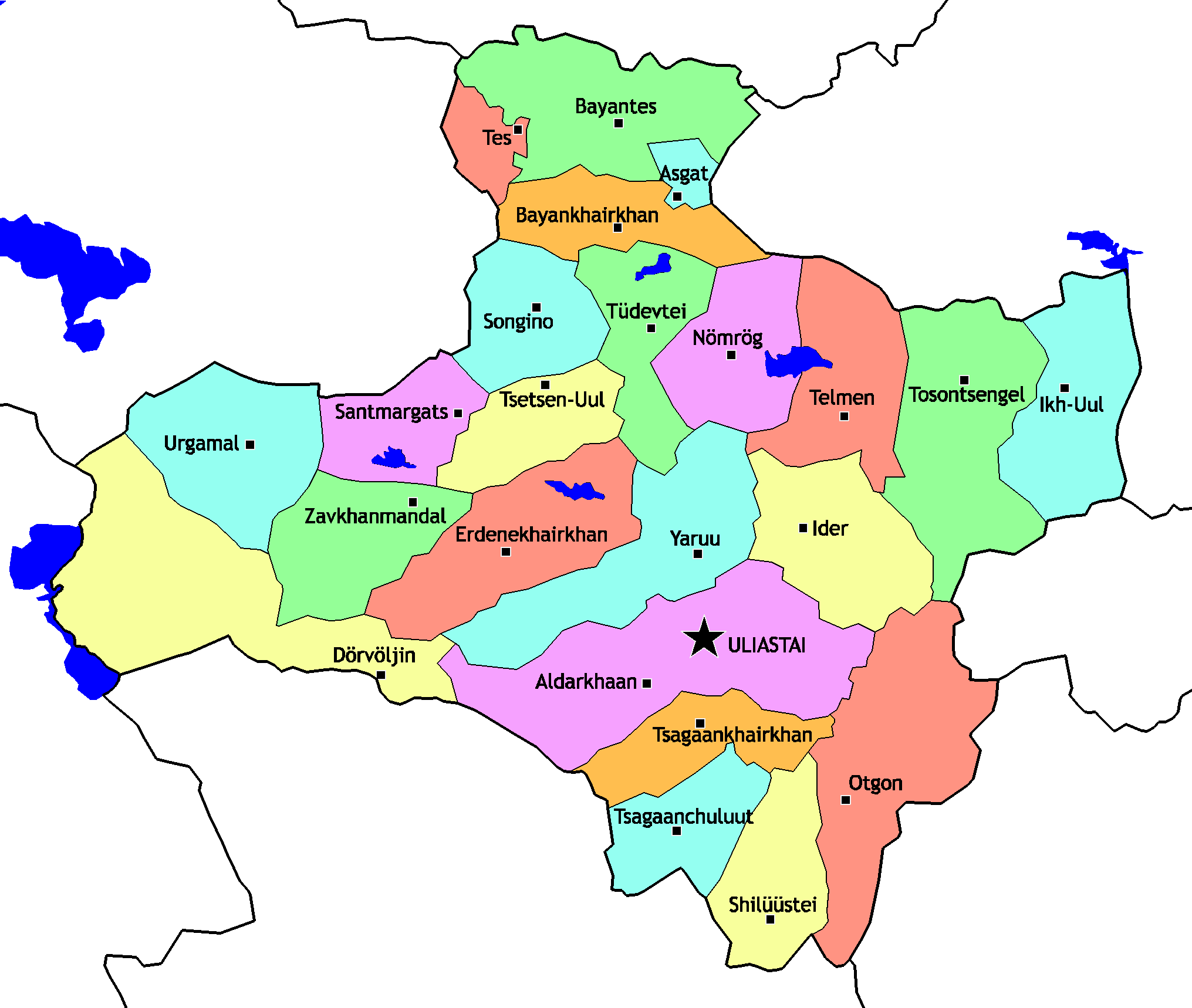
I sum della provincia di Zavhan (nella traslitterazione anglosassone)

(* La città di Uliastaj ha un proprio distretto e forma un'enclave nel distretto di Aldarhaan)